# Svazek obcí Doupovské hory
Svazek obcí Doupovské hory je svazek obcí v okresu Karlovy Vary, jeho sídlem je Žlutice a jeho cílem je regionální rozvoj. Sdružuje celkem 10 obcí a byl založen v roce 2003.

## Obce sdružené v mikroregionu
- Andělská Hora
- Čichalov
- Chyše
- Pšov
- Stružná
- Štědrá
- Toužim
- Valeč
- Verušičky
- Žlutice